# Reservfronten
Reservfronten var en front i Röda armén under andra världskriget.

## Framför Moskva

### Organisation
Frontens organisation den 1 oktober 1941:
- 24:e armén
- 31:a armén
- 32:a armén
- 33:e armén
- 43:e armén
- 49:e armén